# دو تپه سفلی
دو تپه سفلی مربوط به هزاره ۱-قرون میانه دوران‌های تاریخی پس از اسلام است و در شهرستان خدابنده، روستای دو تپه سفلی واقع شده و این اثر در تاریخ ۱۷ آذر ۱۳۵۴ با شمارهٔ ثبت ۱۱۳۳ به‌عنوان یکی از آثار ملی ایران به ثبت رسیده است.